# Fermi-Diracova statistika
Fermi-Diracova statistika je kvantna statistika, ki velja za fermione, kvantne delce, za katere velja izključitveno načelo in imajo polovičen spin (1/2, 3/2, 5/2, ...).
Za Fermi-Diracovo statistiko je verjetnostna funkcija delcev v stanju z energijo {\displaystyle \epsilon _{i}}:
{\displaystyle n_{i}={\frac {g_{i}}{e^{(\epsilon _{i}-\mu )/k_{\rm {B}}T}+1}}\!\,,}
kjer je:
- {\displaystyle n_{i}\,} – število delcev v stanju i,
- {\displaystyle \epsilon _{i}\ } – energija v stanju i,
- {\displaystyle g_{i}\,} – degeneracija stanja i (število stanj z energijo {\displaystyle \epsilon _{i}\,}),
- {\displaystyle \mu \ } – kemijski potencial (Pri nizkih temperaturah se aproksimira s Fermijevo energijo {\displaystyle E_{\rm {F}}\,},
- {\displaystyle \ k_{\rm {B}}\,} – Boltzmannova konstanta in
- {\displaystyle \ T\,} – absolutna temperatura.

V primeru ko je {\displaystyle \mu \,} Fermijeva energija {\displaystyle E_{\rm {F}}\,} in {\displaystyle g_{i}=1\,}, se funkcija imenuje Fermijeva funkcija:
{\displaystyle F(E)={\frac {1}{e^{(\epsilon _{i}-E_{\rm {F}})/k_{\rm {B}}T}+1}}\!\,.}